# 안영진 (1983년)
안영진(安永鎭, 1983년 9월 3일 ~ )은 전 KBO 리그 한화 이글스의 투수이다. 그의 동생은 KBO 리그 kt 위즈의 투수인 안영명이다.

## 한화 이글스시절
2002년 한국프로야구 신인 드래프트에서 2차 11순위 지명을 받았고, 성균관대학교 졸업 후 입단했다. 공익근무요원 대체 복무를 마치고 돌아온 2011년에 처음으로 1군에 올라와 5경기에 등판했다. 2012년에 방출되었다.

## 출신 학교
- 천안남산초등학교
- 천안북중학교
- 북일고등학교
- 성균관대학교